# فیلیپ چارلز شمرلینگ
فیلیپ چارلز اشمرلینگ (انگلیسی: Philippe-Charles Schmerling؛ ۲ مارس ۱۷۹۱ – ۷ نوامبر ۱۸۳۶) دانشمند در زمینه پیشاتاریخ اهل بلژیک بود.